# Leo A
Leo A (também conhecida como Leo III) é uma galáxia irregular na constelação de Leo e faz parte do Grupo Local. Ela fica a aproximadamente 2,25 milhões de anos-luz da Terra.